# 稻瀨葵
稻瀨葵（日语：／ Inase Aoi，1994年1月30日—），日本女性配音員。現用藝名：。出身於廣島縣。身高155cm。O型血。

## 簡介
2013年，於Amusement Media綜合學院就讀聲優演藝學科的第2年，以遊戲《妖精劍士f》配音出道。
出道後成為尾木製作THE NEXT所屬。2019年10月1日轉為自由身，同時將藝名「稻瀨葵」更改為。
2021年9月1日加入BLACK SHIP。

### 人物
擅長方言：備後方言。興趣：一人卡拉OK、科幻電影鑑賞、動畫剪輯。特長：水果拼盤、雙節棍、唱歌。
搖滾組合B'z主唱稻葉浩志的粉絲。
與同行的山田楓、為配音學校的同期生。另外與大地葉、藤原夏海、鬼頭明里為同行好友。

## 演出作品

### 電視動畫
2015年
- 純情羅曼史3（女子）
- 火影忍者疾風傳（2015－2017，[11]、月音[12]、環[13]）

2016年
- 戰鬥陀螺Burst（2016－2019，蒼井日夏[14]、流克·瑪爾、裁判、貝恩）3系列
- 遊☆戲☆王ARC-V（心之地的小孩住民[15]）

2017年
- KiraKira☆光之美少女 A La Mode（女粉絲）
- BORUTO -火影新世代- NARUTO NEXT GENERATIONS-（2017－2021，池川鴨[16]、黑衣箱[17]、夜土[18]、環[19]、健次 等）
- 便利商店情人（日语：コンビニカレシ）（三島春來〈小學時期〉、女學生、女子、電視播報）
- 烏龍派出所[注 2]（御家人）
- 人馬小姐不迷茫（東鐵純）
- TSUKIPRO THE ANIMATION（女子B、播報員）

2018年
- 伊藤潤二驚選集（女子）
- 遊☆戲☆王VRAINS（穗村尊〈小時候〉）
- 龍族拼圖（學生B）
- 索斯機械獸WILD（2018－，小孩、Z女孩、漢堡的部下、女僕、紫蘇 等）2系列

2021年
- 女神宿舍的管理員。（星間大學的女學生2、儲金箱、廣播、女子大生、神秘學社社長 等）

2022年
- 金裝的維爾梅～瀕臨留級的學生與最強災害掉入魔法世界～（女子）
- 不道德公會（萊亞、克拉拉·西庫、純潔的小孩）

2023年
- 再得一勝！
- 被解僱的暗黑士兵（30多歲）開始了慢生活的第二人生（波魯加）
- BLUE LOCK 藍色監獄（少年B）
- 公司的小小前輩（居酒屋店員A）
- 能幹貓今天也憂鬱（尾代[20]）
- Lv1魔王與獨居廢勇者（洋介）
- 殭屍100～在成為殭屍前要做的100件事～（女性殭屍）
- 轉生成自動販賣機的我今天也在迷宮徘徊（凱莎）
- BanG Dream! It's MyGO!!!!!（工作人員A）
- 家裡蹲吸血姬的鬱悶（科爾涅利烏絲）

2024年
- 最強肉盾的迷宮攻略～擁有稀少技能體力9999的肉盾，被勇者隊伍辭退了～（路德〈幼年〉、薩遜）
- 失憶投捕（葉流火〈幼年〉、女學生）
- 祕密的偶像公主（佐佐木七海）
- 星際莊的戀愛日記（酒店工作人員）
- 杖與劍的魔劍譚（奇奇[21]）
- 異世界悠閒紀行～邊養娃邊當冒險者～（提歐托爾）
- 平凡職業造就世界最強 Season3（犬耳的母親、女孩子）

2025年
- 妖怪學校的菜鳥老師！（少年清明）
- BanG Dream! Ave Mujica（同級生A、工作人員B）
- S級怪獸《貝希摩斯》被誤認成小貓，成為精靈女孩的騎士（寵物）一起生活（古希歐娜）
- 戰隊大失格 2nd season（女學生）
- 祕密的偶像公主 環篇（佐佐木七海）
- 受到猩猩之神庇佑的大小姐受到王立騎士團寵愛（洛伊德〈幼年〉）
- GACHIAKUTA（天界人、瘦女人）

### 電影動畫
2015年
- 火影忍者劇場版：慕留人（木葉村村民）

### 網路動畫
2016年
- 最終幻想XV（女性店員、學生）

2019年
- 戰鬥陀螺Burst G（2019－2020，執事機器人、觀眾2）

2022年
- Battle Spirits Mirage（拉托雷）

### 遊戲
2013年
- 妖精劍士f（文特）

2014年
- 企業☆女孩（月神雷姆）

2016年
- 戰鬥陀螺Burst（蒼井日夏）

2017年
- 戰鬥陀螺Burst God（路克·馬爾）
- 逆轉奧賽羅尼亞（日语：逆轉奧賽羅尼亞）（Chocolat）

### 外語配音
※作品依英文名稱及英文原名排序。

#### 電影
- 搏命關頭（英语：Hours (2013 film)）（露西〈莉娜·克拉克 飾演〉[2]）
- 私刑制裁（秀真[2]）

#### 電視影集
- 維京傳奇 (第6季)（艾瑪〈克里斯蒂·道·迪斯摩爾 飾演〉）
- 白公主 (電視劇)（約克的伊莉莎白〈朱迪·科默 主演〉）

### 廣播劇
- （惠子）

## 腳註

## 外部連結
- BLACK SHIP公式官網的聲優簡介 （日語）
- 尾木製作THE NEXT所屬期間的聲優簡介 （日語）
- 稻瀨葵的X（前Twitter） （日語）